# KK Zadar
O Košarkaški klub Zadar é um clube profissional de basquetebol sediado na cidade de Zadar, Condado de Zadar, Croácia que atualmente disputa a Liga Croata. Foi fundado em 1945 e manda seus jogos na Krešimir Ćosić Hall que possui capacidade de 10 mil espectadores.

## Títulos
Títulos: 17

### Competições Domésticas
Liga Croata
- Campeão (6): 2004-05, 2007–08,  2020–21, 2022–23, 2023-24, 2024-25
- Finalista (11): 1991-92, 1997-98, 1998-99, 1999-00, 2001-02, 2003-04, 2005-06, 2006-07, 2008-09, 2009-10, 2012-13

Copa Radivoj Korać
- Campeão (8): 1997-98, 1999-00, 2002–03, 2004–05, 2005–06, 2006–07, 2019-20, 2020-21
- Finalista (7): 1992-93, 2000-01, 2001-02, 2003-04, 2010-11, 2014-15, 2015-16

### Antigas competições Domésticas
Liga Iugoslava
- Campeão (6): 1965, 1967, 1967-68, 1973-74, 1974-75, 1985-86

Copa da Iugoslávia
- Campeão (1): 1969-70

### Competições Regionais
Liga Adriática
- Campeão (1): 2002-03